# Renage
Renage este o comună în departamentul Isère din sud-estul Franței. În 2009 avea o populație de 3.752 de locuitori.

## Evoluția populației
| An        | 1975  | 1982  | 1990  | 1999  | 2006  | 2009  |
| --------- | ----- | ----- | ----- | ----- | ----- | ----- |
| Populație | 3.093 | 3.154 | 3.318 | 3.332 | 3.601 | 3.752 |